# Michael Wise
Michael Wise fou un organista i compositor anglès del segle xvii
Alumne de Henry Cooke, més tard va ser organista i mestre de capella de la Catedral de Salisbury. El 1676 esdevingué Gentleman de la Chapel Royal de Londres i, l'últim any de la seva vida, Master of the Children de la Catedral de Sant Pau.
Les principals composicions de Wise foren escrites per al servei dels temples en què exercia les seves funcions d'organista i mestre de capella. A Anglaterra són considerades coma verdaderes joies del gènere religiós, executant-se encara avui amb el vistiplau del públic les antífones titulades Awake uo, my glory; Prepare ye the way of the Lord, i The ways of Zion do mourn.